# 쓰바메시
쓰바메시(일본어: 燕市)는 일본 니가타현 중앙부에 있는 시이다. 일본을 대표하는 금속제 양식기의 산지로 유명한 공업 도시이다.
1954년에 생겨난 쓰바메시와 니시칸바라군(西蒲原郡)의 요시다정(吉田町), 분스이정(分水町)이 2006년 3월 20일에 통합하여 새로운 쓰바메시가 생겨났다. 통합에 따라 시청은 통합하기 전의 요시다정 청사로 옮겼다. 인접하는 산조시(三条市)와는 같은 도시권을 형성하고 있으며 경제계나 시민단체 등이 산조시와의 통합을 요구했으나 양 도시의 지역 감정이 걸림돌이 되어 통합은 이루어지지 못했다. 최근에는 산조시와 함께 라멘의 고장으로 알려져 있다.

## 지리
니가타현 중앙부에 위치하고 시역은 대체로 평탄하다. 시나노강, 오코즈 분수로, 나카노쿠치카와, 오도리강, 니시가와강이 흐르고 있다. 큰 시가지는 합병 전의 옛 쓰바메시·옛 요시다시·옛 분스이시 3개가 있다. 옛 3개 시정의 경계 부근에 니가타현 내에서 유수한 규모의 공업단지가 있고 그 주위로 시가지가 둘러싸는 형태를 하고 있다. 또 옛 요시다정의 국도 116호선을 따라 도로변에 대형 점포가 많이 입지하고 옛 쓰바메시의 이도마키 지구 등은 비즈니스 호텔, 영화관, 음식점, 아파트, 맨션 등이 있는 등 도시화는 현저한 기세로 진행되고 있다.

## 역사
- 1889년 - 정촌제 시행으로 니시칸바라군에 2정 77촌이 성립하였다.
- 1901년 - 정촌 합병으로 니시칸바라군이 3정 34촌이 되었다.
- 1924년 - 요시다촌이 요시다정이 되었다.
- 1954년 3월 31일 - 1정 3촌이 합병해 쓰바메시가 되었다. 분스이정이 성립하였다.
- 1967년 - 국도 116호선이 개통하였다.
- 1978년 - 호쿠리쿠 자동차도가 개통하였다.
- 2006년 3월 20일 - 요시다정, 분스이정과 합병해 새로운 쓰바메시가 되었다.
- 2007년 7월 16일 - 주에쓰 지방에서 진도 6의 지진(니가타현 주에쓰 해역 지진)이 발생해 옛 분스이정 지역을 중심으로 건물이 붕괴되고 도로에 균열이 발생하였다.

## 인구
일본 인구조사 자료에 따르면 쓰바메시의 인구 수는 지난 40년 간 상대적으로 변함이 없는 채로 유지되고 있다.
| 연도 | 인구   | ±%    |
| ---- | ------ | ----- |
| 1970 | 78,444 | —     |
| 1980 | 82,984 | +5.8% |
| 1990 | 83,377 | +0.5% |
| 2000 | 84,297 | +1.1% |
| 2010 | 81,876 | −2.9% |
| 2020 | 77,201 | −5.7% |

## 교통

### 철도
- 동일본 여객철도
  - 조에쓰 신칸센
  - 야히코선
  - 에치고선

### 도로
- 호쿠리쿠 자동차도
- 국도 116호선
- 국도 289호선